# Haarusjärvi
Haarusjärvi är en sjö i kommunen Kauhava i landskapet Södra Österbotten i Finland. Arean är 41 hektar och strandlinjen är 2,8 kilometer lång. Sjön  ingår i Purmo å huvudavrinningsområde.   Den ligger omkring 52 kilometer norr om Seinäjoki och omkring 360 kilometer norr om Helsingfors. 